# Казахський національний медичний університет
Казахський Національний медичний університет імені С. Д. Асфендіярова (КазНМУ) (каз. С. Ж. Асфендияров атындағы Қазақ ұлттық медицина университеті (ҚазҰМУ), англ. Asfendiyarov Kazakh National Medical University) — провідний медичний вуз Республіки Казахстан. Відкрито в 1931 році.

## Історія
У 1928 році було піднято питання про створення медичного вузу в Казахстані, на той момент в республіці існував величезний дефіцит медичних кадрів. У 1930 році Постановою РНК РРФСР від 10 липня 1930 року «Мережа, структура і контингент прийому до вищих навчальних закладів органів, що знаходяться у віданні РРФСР на 1930/1931 рік» було прийнято рішення про відкриття медичного інституту в місті Алма-Ата. У додатку постанови було зазначено Алма-Ата. «Медичний інститут. Факультет лікувально-профілактичний. Прийом: зима 1930/1931 року — 100 осіб». Наказом Наркомату охорони КАРСР за № 260 від 30 листопада 1930 року директором медичного інституту був призначений Санжар Джафарович Асфендіяров. 10 грудня 1930 року на засіданні Президії КазцЦВК відбулося заслуховування питання про хід розгортання медінституту. За підсумками обговорення засідання Президія КазцЦВК прийняв постанову, згідно з якою Раднаркому КазРСР було доручено „забезпечити відкриття медичного інституту не пізніше лютого 1931 року“.
На початку весни 1931 року в КазДМІ за результатами співбесіди були зараховані перші 135 осіб, з яких 121 приступили до навчання. З 1 лютого 1931 року було розпочато проведення попередніх підготовчих занять на 10 кафедрах: морфології (анатомії), експериментальної гігієни, гістології, хімії, фізики, біології, суспільних наук (діалектичного матеріалізму, політекономії), фізкультури, казахської та німецької мов. До осені 1931 на трьох засіданнях приймальної комісії був завершений другий набір студентів з 168 студентів. Таким чином, в перший рік роботи інституту на 1 курс лікувального факультету було прийнято 289 студентів. До кінця 1931 року в інституті працювали 5 професорів, 4 доценти, 13 асистентів і 2 викладачі.
У 1935 році в структурі інституту налічувалося 28 кафедр, на яких працювали найвизначніші медичні вчені, які приїхали з міст Росії. Всі вони прибули для роботи в Казахстані за направленням Наркомату охорони здоров'я РРФСР. У 1936 році інститут провів перший випуск лікарів (66 осіб) . У 1938 році в зв'язку з гострим дефіцитом дитячих лікарів був відкритий педіатричний факультет. Його організатором і першим деканом став професор А. І. Малінін — випускник медичного факультету Саратовського університету. У 1939 році було зведено навчальні корпуси КазДМІ. У 1951 році відкрито фармацевтичний факультет, в 1959 році — стоматологічний. При створенні інституту було організовано 10 кафедр лікувального факультету, в 1943—1962 роках існував санітарно-гігієнічний факультет, перенесений в Карагандинський медичний інститут.
У роки Великої Вітчизняної війни на фронт добровольцями пішли 84 викладачі і 262 студенти. Звання Героя Радянського Союзу були удостоєні студенти М. Маметова і В. Іванілов. У 1941 — 1945 роках інститут закінчили близько 2000 лікарів, більшість з них було направлено на фронт. На згадку про студентів і викладачів, які загинули на війні, в 1982 році перед навчальним корпусом була відкрита Алея героїв-медиків.
У 1981 році вуз був нагороджений орденом Трудового Червоного Прапора.
ІУ 1982 році в складі інституту діяли 65 кафедр, аспірантура (за 12 спеціальностями), центральна науково-дослідна лабораторія, музей анатомії, історії інституту, бібліотека (книжковий фонд понад 400 тис.). Навчально-практична база складалася з 23 клінічних лікарень, 18 поліклінік, 20 аптек, 3 пологових будинків, фармацевтичного заводу, 3 диспансерів.
У 1982/83 навчальному році навчалося 6587 студентів, працювало 727 викладачів, серед них: 49 професорів і докторів наук, 421 доцент і кандидат наук .
11 січня 1989 року Постановою Ради Міністрів Казахської РСР інституту було присвоєно ім'я С. Д. Асфендіярова.
Указом президента Казахстану Н. А. Назарбаєва № 648 від 5 липня 2001 року „Про надання особливого статусу окремим державним вищим навчальним закладам“ вуз отримав статус Казахського національного медичного університету.
Постановою уряду Республіки Казахстан від 5 квітня 2018 року № 166 „Про питання створення некомерційного акціонерного товариства“ Казахський національний медичний університет імені С. Д. Асфендіярова»" вуз був перетворений з РДП на ПГВ в НАТ «Казахський національний медичний університет імені С. Д. Асфендіярова», сам університет — в акціонерне товариство "Національний медичний університет ", при цьому до складу некомерційного акціонерного товариства були включені:
- Республіканські державні підприємства на праві господарського ведення:
  - Казахський науково-дослідний інститут онкології та радіології,
  - Науковий центр акушерства, гінекології та перинатології,
  - Науковий центр педіатрії та дитячої хірургії,
  - Науково-дослідний інститут кардіології та внутрішніх хвороб;
- Новостворені акціонерні товариства:
  - Казахський науково-дослідний інститут онкології та радіології,
  - Науковий центр акушерства, гінекології та перинатології,
  - Науковий центр педіатрії та дитячої хірургії,
  - Науково-дослідний інститут кардіології та внутрішніх хвороб.

## Назви університету
- з 1930 року Казахський державний медичний інститут Наркомату охорони здоров'я Казахської АРСР
- з 1936 року Казахський державний медичний інститут імені В. М. Молотова Наркомату охорони здоров'я Казахської РСР
- з 1963 року Алматинсбкий державний медичний інститут (АГМІ)

## Факультети
- Школа загальної медицини
- Школа громадської охорони здоров'я імені Халела Досмухамедова
- школа стоматології
- школа фармації
- Міжнародний медичний факультет
- Факультет післядипломної освіти[5]

## Ректори
- 1930–1931 — Асфендіяров Санжар Джафаровіч[3]
- 1931–1933 — Касабулатов Ісенгалі Кіреєвич
- 1933–1934 — Мухамбетова Харіра Мухамбетовна
- 1934–1943 — Зікеєв Віктор Васильович
- 1943–1952 — Зюзін Василь Іванович
- 1952–1954 — Каринбаєв Сібугатулла Рискалієвич
- 1954–1960 — Корякін Іван Сергійович
- 1960–1963 — Самарін Роман Іванович
- 1963–1975 — Каринбаєв Сібугатулла Рискалієвич (повторно)
- 1975–1987 — Маскеєв Куаниш Мубаракович
- 1987–1995 — Бєлозьоров Євген Степанович
- 1995–2008 — Мумінов Талгат Ашірович
- 2008–2016 — Аканов Айкан Аканович
- 2017 — н. в — Нургожін Талгат Сейтжаноиіч

## Відомі випускники
- Хабіжанов Басир Хабіжанович (1930—1982) — доктор медичних наук (1973), професор (1975).
- Ушбаєв Кенесбай Ушбаєвич — доктор фармацевтичних наук (1983).
- Чокін Аліхан Ризаєвич (1925—1996) — доктор медичних наук (1968), професор (1970); засновник кафедри історії медицини КазНМУ ім. С. Д. Асфендіярова.
- Мажітова Зайра Хамітовна — доктор медичних наук (1990), професор (1992), відмінник охорони здоров'я РК, засновник екологічної педіатрії в Казахстані.
- Дев'ятко Василь Миколайович — доктор медичних наук (2003), академік медико-технічної Академії РФ (2004), Заслужений діяч РК (2010).
- Алчінбаєв Мірзакарим Карімович — доктор медичних наук (1995), професор (1997), заслужений діяч РК (1998); з 1996 року — директор Наукового центру урології ім. Б. У. Джарбусинова.
- Атчабаров Бахія Атчабарович (1919—2010) — доктор медичних наук (1968), професор (1969), академік НАН РК (2003); Заслужений лікар Казахської РСР (1961), лауреат премії імені К. І. Сатпаєва (1999).
- Бердибаєв Онгарбек Бердибаєвич — учений, доктор медичних наук (1955), професор, заслужений діяч науки Казахстану.
- Бісенова Акліма Бісеновна — кандидат медичних наук (1965), заслужений лікар КазРСР.
- Мірзабеков Ораз Мірзабекович (нар. 1941) — доктор медичних наук (1990), професор, заслужений лікар КазРСР (1989).
- Мустафіна Жанар Габіденовна (нар. 1936) — офтальмолог, доктор медичних наук, професор (1993), заслужений лікар РК (1992).
- Ормантаєв Камал Саруарович (нар. 1936) — доктор медичних наук (1971), професор (1972), академік НАН РК (1994), заслужений діяч науки (1981).
- Дуйсекеєв Амангельди Дуйсекеєвич (1942—2015) — доктор медичних наук (1995), професор.
- Сатпаєва Ханіса Канишевна (1921—2016) — доктор медичних наук, професор, організатор курсу валеології у всіх вузах Республіки Казахстан.
- Шарман Алмаз Торегельдієвич (нар. 1960) — фахівець в області біомедичних і медико-демографічних досліджень, міжнародної охорони здоров'я і лікарняного управління, член Американської Асоціації Охорони здоров'я.
- Есенкулов Аскер Есенкулович — д. м. н., професор (1991), заслужений діяч РК (1994). Голова Спілки лікарів-маммологів Республіки Казахстан, головний спеціаліст-мамолог Агентства охорони здоров'я РК.
- Лук'яненко Сергій Васильович (нар. 1986) — російський письменник-фантаст.

## Історичний корпус університету
Комплекс з декількох будівель для медичного інституту почали будувати в 1932 році за проєктом архітекторів А. Гегелло і Б. Н. Стесіна, під керівництвом інженера Д. Кричевського. Головний корпус був зданий в експлуатацію в 1939 році.
У 2018 році частина кафедр університету були переведені з історичної будівлі в новий корпус в мікрорайоні Гірський Гігант, в зв'язку з чим були поширені побоювання про майбутнє знесення будівлі. Керівництво університету уточнило, що нова будівля необхідна для розвантаження приміщень і історичному будинку нічого не загрожує.

### Архітектура
Будівля університету є пам'яткою архітектури, що поєднує класичні і конструктивістські тенденції. Ансамбль складається з декількох корпусів — головної будівлі, лабораторії, ректорату. Композиція фасадів будівель комплексу являє собою синтез конструктивізму і классицистичнихих тенденцій, що проявилося у вдалому поєднанні стрічкового скління великих поверхонь та елементів класичної архітектури. Стіни будівель виконані з цегли, оштукатурені, побілені. Елементи декору створені з цементу.

### Статус пам'ятки
10 листопада 2010 року був затверджений новий Державний список пам'яток історії та культури місцевого значення міста Алмати, одночасно з яким всі попередні рішення з цього приводу були визнані такими, що втратили силу. У цій Постанові був збережений статус пам'ятки місцевого значення будівлі медичного університету. Межі охоронних зон були затверджені в 2014 році.